# كرافن الصياد (فلم)
كرافن الصياد (بالإنجليزية: Kraven the Hunter) هو فيلم بطل خارق أمريكي صدر عام 2024، ويضم شخصية مارفل كوميكس التي تحمل الاسم نفسه. أنتجته شركة كولومبيا بيكتشرز بالتعاون مع مارفل إنترتينمنت، وهو الفيلم السادس والأخير في عالم سبايدرمان (SSU) من سوني. أخرج الفيلم جيه. سي. شاندور، وكتب السيناريو له ريتشارد وينك، وآرت ماركوم، ومات هولواي، ويشارك في بطولته آرون تايلور جونسون، إلى جانب أريانا ديبوس، وفريد هيتشينغر، وأليساندرو نيفولا، وكريستوفر أبوت، وراسل كرو. يستكشف الفيلم علاقة كرافن بوالده وطريقه ليصبح أعظم صياد.
تم النظر في ظهور كرافن في الأفلام عدة مرات قبل أن تهتم سوني بيكتشرز بفيلم مستقل للشخصية، كجزء من عالمها المشترك الجديد، في منتصف عام 2017. تم التعاقد مع وينك في أغسطس 2018، وانضم ماركوم وهولواي لاحقًا. دخلت شاندور في مفاوضات لإخراج الفيلم في أغسطس 2020، وتم تأكيد اختيارها في مايو 2021 عندما تم اختيار تايلور جونسون. انضم أعضاء آخرون من فريق التمثيل في أوائل عام 2022 قبل بدء التصوير من أواخر مارس حتى منتصف يونيو في لندن وأيسلندا وغلاسكو.
بعد عامين من التأخير، أصدرت شركة كولومبيا بيكتشرز فيلم "كرافن الصياد" في الولايات المتحدة في 13 ديسمبر 2024. فشل الفيلم في شباك التذاكر، حيث حقق 62 مليون دولار عالميًا بميزانية تراوحت بين 110 و130 مليون دولار، وتلقى مراجعات سلبية بشكل عام من النقاد الذين انتقدوا سيناريو الفيلم ومؤثراته البصرية. حصل الفيلم على ثلاثة ترشيحات في حفل توزيع جوائز التوتة الذهبية الخامس والأربعين، بما في ذلك جائزة أسوأ ممثلة مساعدة لديبوس.

## القصة
بعد وفاة والدته، يصطحب والدهما نيكولاي سيرجي كرافينوف وأخيه غير الشقيق دميتري للاستعداد لتولي عمليات تهريب المخدرات. خلال رحلة صيد في غانا، يُصاب سيرجي بجروح وهو يحمي شقيقه من أسد. يأخذه الأسد إلى فتاة تُدعى كاليبسو، التي تُعالجه بمصل وتستدعي الإنقاذ، تاركةً وراءها ورقة تاروت. سرعان ما يكتشف سيرجي أن سماته الجسدية أصبحت حيوانية. عندما يكشف نيكولاي أنه قتل الأسد لتعليم أبنائه درسًا، يهرب سيرجي مستاءً إلى ملجأ تملكه والدته في روسيا.
بعد ستة عشر عامًا، أصبح سيرجي، المعروف الآن باسم كرافن، حارسًا يطارد المجرمين. بعد قتل تاجر أسلحة في سجن روسي، يسافر كرافن إلى لندن لحضور عيد ميلاد دميتري. لم يدم شملهما طويلًا عندما اختطف مرتزقة دميتري. عندما يرفض نيكولاي دفع الفدية، يتعقب كرافن كاليبس، التي تعمل الآن محامية، ويقنعها بالمساعدة. في هذه الأثناء، يلتقي دميتري بالرجل الذي يقف وراء اختطافه، أليكسي سيتسيفيتش، الذي شارك في تجربة منحته قوة ووجه وحيد القرن. يقترح أليكسي تحالفًا للإطاحة بنيكولاي. يكتشف أليكسي صلة كرافن بديمتري، فيستدرجه إلى دير في تركيا، لكن كرافن ينجو من الكمين. يستأجر أليكسي الأجنبي، وهو قاتل مأجور يستخدم التنويم المغناطيسي البصري لتضليل أهدافه، لقتل كرافن.
يتعقب أليكسي كرافن وكاليبسو إلى ملاذه، وينصب كمينًا لكرايفن. يخدره الأجنبي بسم عصبي، ويهاجم كرافن، لكن كاليبس تقتله بقوس ونشاب وتعيد كرافن إلى الحياة. ثم استخدمت هجومًا جماعيًا للجاموس للإيقاع بأليكسي، الذي، على الرغم من تحوله إلى وحيد القرن وتغلبه لفترة وجيزة على كرافن، قُتل. أدرك كرافن أن نيكولاي هو من كشف وجوده لأليكسي، فتعقب والده بحثًا عن إجابات؛ كشف نيكولاي أنه كان يعلم أن أليكسي يستهدفه وتلاعب بأبنائه للتخلص منه. سرق كرافن ذخيرة ليقتل دب والده.
بعد عام، زار كرافن دميتري وصُدم بأنه ورث إمبراطورية والده الإجرامية طواعيةً. بعد أن اكتسب قدرات تغيير الشكل من الطبيب الذي أجرى التجارب على أليكسي، كشف دميتري ذلك لكرافن، متبرئًا منه، قائلاً إنه على الرغم من ادعاءاته بالتفوق الأخلاقي، إلا أنه ونيكولاي كانا نفس الشيء: صيادان يبحثان عن غنيمتهما العظيمة القادمة. في المنزل، اكتشف كرافن رسالة من نيكولاي مع سترة مصنوعة من جلد الأسد المقتول من زمن بعيد، فارتداها.

## الممثلون
- آرون تايلور جونسون بدور سيرجي كرافينوف/كرافن: صياد وجامع.
  - ليفي ميلر في دور سيرجي الشاب.
- أريانا ديبوس بدور كاليبسو إيزيلي: كاهنة فودو تُساعد كرافن.
- ديانا بابنيكوفا تُجسّد كاليبسو شابًا.
- فريد هيتشينغر بدور دميتري كرافينوف/كاميليون: الأخ غير الشقيق لكرافن، وهو بارعٌ في التنكر.
  - بيلي بارات في دور دميتري الشاب.
- أليساندرو نيفولا بدور أليكسي سيتسيفيتش / وحيد القرن: مرتزق روسي قادر على التحول إلى هجين بشري-وحيد القرن.
- كريستوفر أبوت بدور الأجنبي: قاتل مأجور يستخدم التنويم المغناطيسي البصري لإبطاء الزمن، وقد استأجره أليكسي.
- راسل كرو بدور نيكولاي كرافينوف: والد كرافين المنفصل عنه، وزعيم عصابة لا يرحم ومهرب مخدرات.
- مراد سيفين بدور عمر أكسوي، قاتل مأجور تركي استأجره أليكسي.
- يوري كولوكولنيكوف بدور سيميون تشورني، زعيم عصابة روسي يواجهه كرافين في السجن.
- توم ريد بدور بيرت، الرجل الثاني في قيادة أليكسي.
- ماشا فاسيوكوفا بدور والدة كرافين
- غيوم ديلوناي في دور موفو، وهو سجين كبير ومخيف يصبح زميل كرافن في الزنزانة.

## شباك التذاكر
حقق فيلم كرافن الصياد إيرادات بلغت 25 مليون دولار في الولايات المتحدة وكندا، و37 مليون دولار في مناطق أخرى، ليصل إجمالي إيراداته العالمية إلى 62 مليون دولار.
في الولايات المتحدة وكندا، عُرض فيلم كرافن الصياد إلى جانب فيلم سيد الخواتم: حرب الروهيريم، وكان من المتوقع أن يحقق إيرادات تتراوح بين 13 و15 مليون دولار من 3211 دار عرض في عطلة نهاية الأسبوع الافتتاحية. حقق الفيلم 4.8 مليون دولار في يومه الأول، واستمر في عرضه الأول محققًا 11 مليون دولار، ليحتل المركز الثالث خلف فيلمي موانا 2 وويكد. حقق الفيلم 3.1 مليون دولار في عطلة نهاية الأسبوع الثانية، بمتوسط إيرادات بلغ 950 دولارًا لكل شاشة. وخرج من قائمة أفضل عشرة أفلام في شباك التذاكر في عطلة نهاية الأسبوع الثالثة.

## الاستقبال
تلقى الفيلم مراجعات سلبية ساحقة من النقاد. على موقع تجميع المراجعات "روتن توميتوز"، 16% من أصل 142 مراجعة إيجابية، بمتوسط تقييم 4/10. وجاء إجماع الموقع على النحو التالي: "بقصته المملة ومؤثراته الخاصة الرديئة، يتبين أن كرافن الصياد مجرد نمر من ورق". أما موقع ميتاكريتيك، الذي يستخدم متوسطًا مرجحًا، فقد منح الفيلم 35 من 100، بناءً على 41 ناقدًا، مما يشير إلى مراجعات "سلبية بشكل عام". وقد منح الجمهور الذي شمله استطلاع "سينما سكور" الفيلم متوسط تقييم "C" على مقياس من "A+" إلى "F"، بينما منحه من شملهم استطلاع "بوست تراك" 59% من التقييم الإيجابي الإجمالي.

## وصلات خارجية
- مقالات تستعمل روابط فنية بلا صلة مع ويكي بيانات